# 암무트

암무트

암무트(고대 이집트어: Ammut, Ammit, Ammemet /ˈæmɪt/,"죽은 자를 삼키는 자") 또는 암미트(Ammit), 아헤마이트(Ahemait)라고 불리는 이 여신은 고대 이집트 종교에서 만들어진 악령이나 여신이다. 고대 이집트 신화에 등장하는 사자, 하마, 악어가 합성된 모습을 한 여신이며 심장 무게 달기 의식에서 죽은 자의 심장이 마트 여신의 깃털보다 무거울 경우 암무트가 심장을 잡아먹었다고 한다. 암무트는 다른 신들처럼 숭배되지 않았지만 사자, 하마, 악어는 이집트인들이 무서워했던 모든 동물인 "식인"동물을 형상화 한 것이었다.

## 이름
암무트 또는 암미트, 아헤마이트(Ammut, Ammit,Ammemet)는 장례를 치르는 신이며, 그녀의 칭호에는 "죽은 자", "심장을 먹는 자", "위대한 죽음" 등이 있다.

## 신화

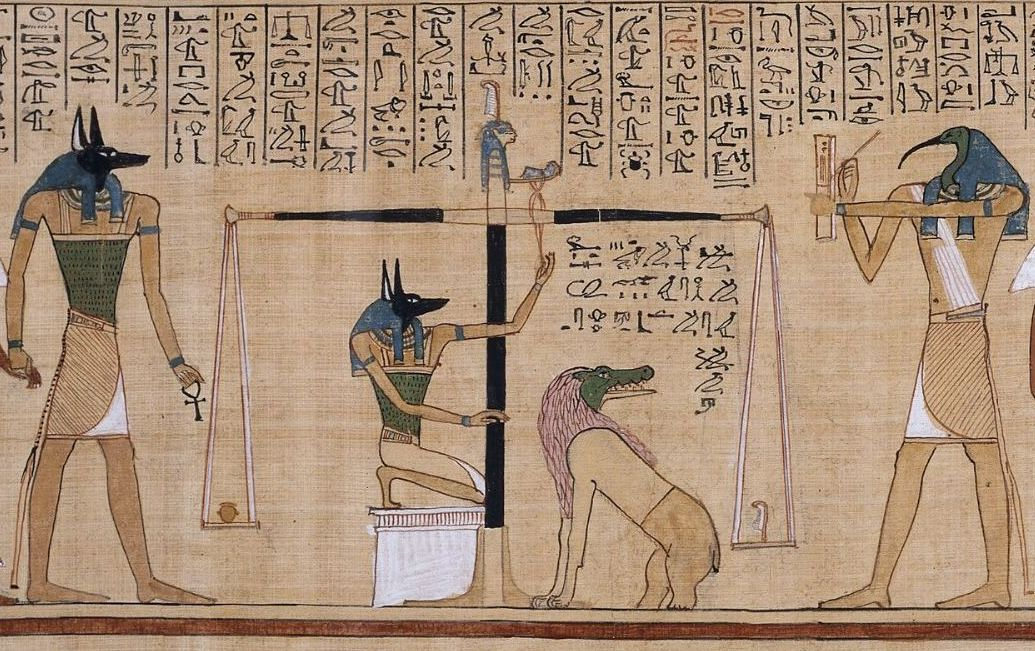
BC 1375년경 파피루스에 기록된 그림이다. 이 장면은 자칼의 머리를 가진 아누비스에 의해 사자(死者)의 심장이 진실의 깃털에 대해 마트의 저울에 무게를 두는 것을 보여준다. 신들의 서기관인 따오기 머리를 가진 토트가 그 결과를 기록한다. 심판을 받는 사람의 심장이 깃털보다 가벼우면 사자는 내세로 다시 들어갈 수 있다. 그렇지 않다면, 그 심장은 기다리고 있는 암무트에게 먹히게 된다. 이와 같은 비네트는 이집트의 죽은 자에 관한 책에서 흔히 볼 수있는 삽화였다.

암무트는 이집트 신화의 지하 세계인 두아트의 정의의 저울 근처에서 산다. "두 믿음의 전당"에서, 아누비스는 진리의 여신 마트의 깃털로 사람의 마음의 무게를 재었다. (이 깃털은 종종 타조의 깃털로 묘사되었고, 마트의 머리 장식에서 묘사되곤 한다) 이때 마음이 순수하지 않으면 심장의 무게가 무거워지는데, 심장이 깃털보다 무겁다고 판단되면 암무트는 심장을 삼키고 심판을 받는 사람은 오시리스와 함께 불멸을 향한 항해를 계속할 수 없었다.
암무트가 심장을 삼키면 영혼은 영원히 안식을 찾지 못하는 것으로 믿어졌다. 이것은 "두 번 죽는 것"이라고 불렸다. 암무트는 또한 때때로 불의 연못 옆에 서 있다고 언급되기도 한다. 일부 전통에서는 불경한 심장은 불타는 호수에 던져져 파괴된다고 한다. 일부 학자들은 '암무트'와 '호수'가 동일한 파괴 개념을 나타낸다고 믿는다.
암무트는 숭배의 대상이 아니었다. 대신, 이집트인들이 두려워했던 모든 것을 한데 모아 형상화하여 '마트의 원칙을 따르지 않는 자들은 영원히 안식을 얻지 못할 것이다' 라고 위협하기 위한 것이었다.

## 같이 보기
- 이집트 신화
- 사자의 서

## 대중 문화에 미친 영향
문학
- 암무트는 만화 Mummies Alive!에서 반복되는 캐릭터로 등장한다. '사악한 고대 이집트 마법사 스카라 베가 에피소드3'에서 세트와 아누비스를 소환하고 Ammut이 태그를 붙였다. 그는 Scarab과 그의 친숙한 Heka에게 일반적인 성가심으로 남아있다. Ammut은 고양이의 일부임에도 불구하고 일반적으로 쇼에서 개처럼 행동한다.
- 암무트는 또한 이집트 신화를 바탕으로 한 3부작인 The Kane Chronicles에 간헐적으로 등장한다. 책에서 암무트는 아누비스의 종이자 동반자이며 원래 신화를 따른다. 암무트는 개 크기 정도의 작은 것으로 묘사된다.
- 암무트 'Cryearth'는 홀더의 실제 형태를 반영하는 손 거울 형태의 Grimoire이다. 블레이블루 만화 스핀 오프 BlazBlue: Remix Heart에 나타난다.
- 암무트는 TombQuest 시리즈 5권: The Final Kingdom 에도 등장한다.

애니메이션과 실사
- 애니메이션 시리즈 Huntik: Secrets &amp; Seekers의 마법 부적에서 소환된 몬스터인 타이탄 중 하나는 "암무트, 심장을 먹는 자(Ammit, Heart-Eater)"라는 큰 악어이다.
- El Zabkar가 Tut을 파괴하기 위해 소환 한 2003 만화 TV 시리즈 투탕스타인의 두 번째 에피소드에 나타난다. 그녀는 아누비스, Thoth, 마트 및 오시리스와 함께 두 가지 진리의 전당에서 젊은 파라오의 심판을 위해 참가한다. 이때 암무트는 키메라처럼 묘사된다. 고대 이집트 텍스트와 신화에 담긴 그녀의 묘사에 충실하다.
- 프라이미벌 시즌 3 시사회에서 멸종된 악어 Pristichampus는 이상 현상을 겪은 후 암무트(쇼에서 Ammut이라고 함)의 이야기에 영감을 받았다고 한다.

게임
- Ammut은 Al-Qadim Monstrous Compendium이라는 Advanced 던전 앤 드래곤 모듈에도 나타난다.
- 암무트는 Palladium RPG에서 남성 캐릭터가 되었다.
- 암무트는 트레이딩 카드 게임의 유희왕의 카드 중 하나이다.
- 암무트는 라라 크로프트와 오시리스의 사원 비디오 게임에도 등장한다.
- 또한 다른 툼 레이더 시리즈의 툼 레이더: 마지막 계시록의 마지막 장에서 "Ahmet"이라는 이름으로 나타난다.
- 고대 이집트의 삶과 신화를 바탕으로 한 매직 더 개더링의 세트 "Amonkhet"에는 Baleful 암무트 카드와 공식 설화에서 두 번 언급 된 암무트를 바탕으로 한 생물이 등장한다. 암무트는 Eternal 카드의 다음 세트 "Hour of Devastation"에도 등장했다.[4]

음악
- 암무트는 래퍼 Ghostemane의 노래 "Flesh" 에서도 언급된다.